# ریوزو موریوکا
ریوزو موریوکا (به انگلیسی: Ryuzo Morioka) بازیکن فوتبال اهل ژاپن و عضو تیم ملی فوتبال ژاپن است که در تاریخ ۳۱ مارس ۱۹۹۹ میلادی اولین بازی ملی‌اش را انجام داد. او در ۳۸ بازی ملی حضور داشت و آخرین بازی ملی خود را در تاریخ ۸ ژوئن ۲۰۰۳ میلادی انجام داد. ریوزو موریوکا در بازی‌های ملی‌اش
گلی به ثمر نرساند.